# 漬物

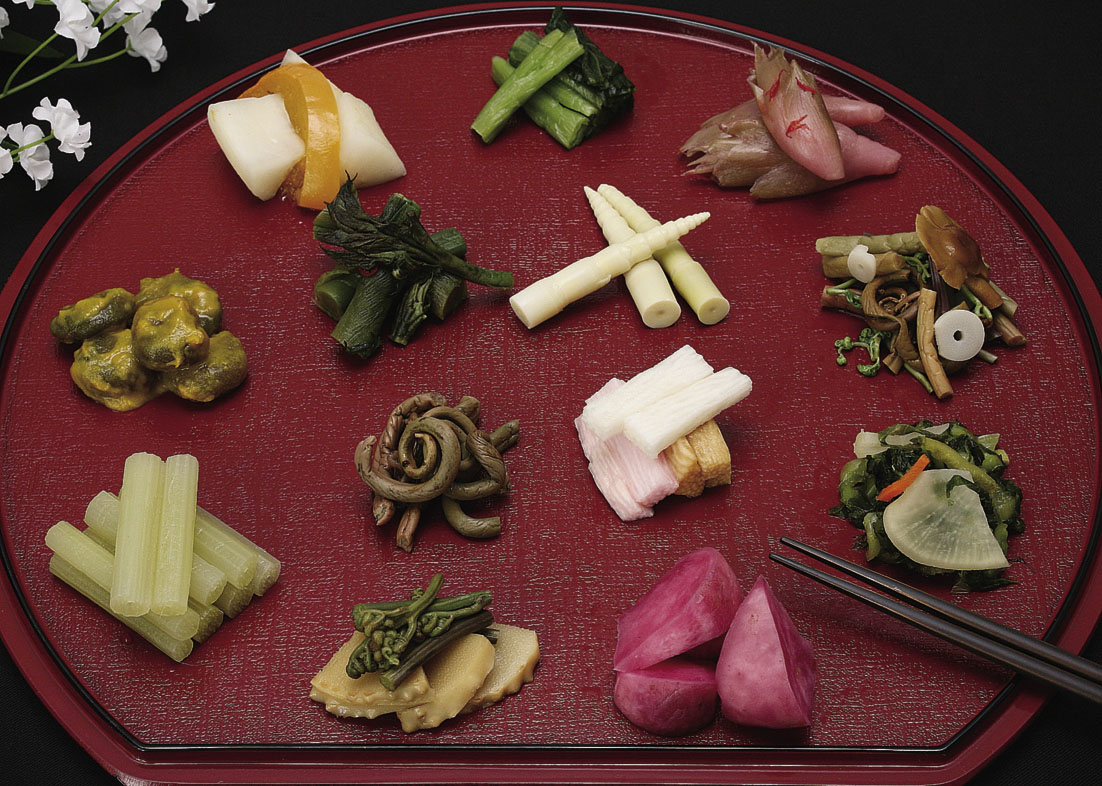
漬物

漬物（日语：漬物）是一種日本泡菜。漬物的製作過程是將各種食材放入由食鹽、醋、酒粕等混合而成的調味液中浸泡，有時會伴隨發酵過程。於漬物製作原理相似的食物包括朝鮮泡菜、醬菜、醃菜、榨菜、酸菜、筍乾、德國酸菜等。

## 外部連結
- 漬物ポータルサイト - 全日本漬物協同組合連合会 （页面存档备份，存于）
- 小田原屋主人『四季漬物鹽嘉言』天保7年（1836年）刊、国立国会図書館デジタルコレクション])